# ويليام د. هاوسر
ويليام د. هاوسر (بالإنجليزية: William D. Houser)‏ هو ضابط أمريكي، ولد في 11 نوفمبر 1921 في أتلانتا في الولايات المتحدة، وتوفي في 5 فبراير 2012 في بيثيسدا في الولايات المتحدة بسبب ذات الرئة.